# Saison 3 des Tudors
Chronologie
Saison 2 des Tudors Saison 4 des Tudors
Cet article présente le guide des épisodes de la troisième saison du feuilleton télévisé Les Tudors, de 1536 à 1540.

## Distribution

### Acteurs principaux
- Jonathan Rhys Meyers : Roi Henri VIII
- Henry Cavill : Charles Brandon
- James Frain : Thomas Cromwell
- Annabelle Wallis : Jeanne Seymour
- Alan Van Sprang : Sir Francis Bryan
- Gerard McSorley : Robert Aske
- Joss Stone : Anne de Clèves
- Max von Sydow : Cardinal Othon de Waldbourg

### Acteurs récurrents
- Jane Brennan : Lady Margaret Bryan
- Sarah Bolger : Marie Tudor
- Max Brown : Edward Seymour
- Anthony Brophy : Ambassadeur Eustache Chapuys
- Declan Conlon : Ambassadeur Mendoza
- Emma Hamilton : Anne Stanhope, Duchesse de Somerset
- Mark Hildreth : Cardinal Reginald Pole
- Joanne King : Jane Boleyn, Lady Rochford
- Claire MacCauley : Élisabeth Tudor
- Andrew McNair : Thomas Seymour
- Tamzin Merchant : Catherine Howard
- Colin O'Donoghue : Philippe de Bavière, Duc du Palatinat-Neubourg
- Kate O'Toole : Margaret Pole, Lady Salisbury
- Simon Ward : Évêque Étienne Gardiner
- Colm Wilkinson : Thomas Darcy, Baron Darcy
- David Wilmot : Sir Ralph Ellerker

## Liste des épisodes

### Épisode 1:Jeanne, reine d'Angleterre
- États-Unis : 5 avril 2009 sur Showtime
- France :18 juillet 2010 sur CANAL +
- Canada : 19 mars 2011 sur Radio-Canada

### Épisode 2:Le pardon royal
- États-Unis : 12 avril 2009 sur Showtime
- France : 18 juillet 2010 sur CANAL +
- Canada : 26 mars 2011 sur Radio-Canada

### Épisode 3:Trahison
- États-Unis : 19 avril 2009 sur Showtime
- France : 18 juillet 2010 sur CANAL +
- Canada : 2 avril 2011 sur Radio-Canada

C'est Noël à la cour. À cette occasion Lady Mary et la reine Jeanne décident de braver l'interdit du roi, en faisant venir à la cour Élisabeth (la fille d'Anne Boleyn). En la voyant, Henry VIII se réconcilie avec sa fille.

### Épisode 4:La Fin d'une reine
- États-Unis : 26 avril 2009 sur Showtime
- France : 25 juillet 2010 sur CANAL +
- Canada : 9 avril 2011 sur Radio-Canada

### Épisode 5:Le Sans pareil
- États-Unis : 3 mai 2009 sur Showtime
- France : 25 juillet 2010 sur CANAL +
- Canada : 16 avril 2011 sur Radio-Canada

Le roi se retire du monde à la suite de la mort de la reine. La seule personne capable de l'approcher est un bouffon qui peut parler au roi librement. Toutes les précautions sont prises pour que le prince héritier survive : cuisine privée, plats goûtés à plusieurs reprises pour prévenir un éventuel empoisonnement. D'ailleurs, le prince est gardé à la Tour de Londres. Sir Francis se rend à Castera (Italie) pour arrêter le cardinal Pôle qui est le descendant des Plantagenêts (l'ancienne dynastie anglaise dont la mère d'Henry faisait partie). Reginald voulait, lors de la rébellion du Nord de l'Angleterre, prendre la place du roi grâce à son lien de parenté (il est le fils de lady Margaret Pole dernière York encore en vie). 

### Épisode 6:Tractations matrimoniales
- États-Unis : 10 mai 2009 sur Showtime
- France : 25 juillet 2010 sur CANAL +
- Canada : 23 avril 2011 sur Radio-Canada]

### Épisode 7:Un roi désenchanté
- États-Unis : 17 mai 2009 sur Showtime
- France :2 août 2010 sur CANAL +
- Canada : 30 avril 2011 sur Radio-Canada

### Épisode 8:Plus dure sera la chute
- États-Unis : 24 mai 2009 sur Showtime
- France : 2 août 2010 sur CANAL +
- Canada : 7 mai 2011 sur Radio-Canada

Colin O'Donoghue : Philippe-Guillaume de Bavière